# Amphiprion mccullochi
Amphiprion mccullochi är en fiskart som beskrevs av Gilbert Percy Whitley 1929. Amphiprion mccullochi ingår i släktet Amphiprion och familjen Pomacentridae. Inga underarter finns listade i Catalogue of Life.